# Paratettix tuberculata
Paratettix tuberculata är en insektsart som först beskrevs av Zheng, Z. och G. Jiang 1997.  Paratettix tuberculata ingår i släktet Paratettix och familjen torngräshoppor. Inga underarter finns listade i Catalogue of Life.